# Gregor Heimburg
Gregor von Heimburg (Gregório de Heimburg; em tcheco: Řehoř z Heimburka) (1399-1472) foi humanista, jurista e chefe de estado alemão.  É autor da obra Scripta nervosa justiaque plena ex manuscriptis nunc primum eruta, publicada em 1608.

## Biografia
Por volta de 1430 recebe o diploma de doutorado em direito civil e canônico na Universidade de Pádua.  Influenciado pelas ideias predominantes da reforma, este ardoroso e eloquente jurista foi naturalmente atraído para o Concílio de Basileia, convocado, de acordo com os prelados da assembleia, para a extirpação da heresia e do cisma grego [...] e para a reforma da Igreja desde seus altos dignitários até seus membros.  Durante o concílio ele atuou como secretário de Eneias Sílvio.
Ele deixou Basileia em 1433, e foi eleito síndico/administrador de Nuremberga, cuja função ele exerceu até 1461. Em Nuremberga ele foi mediador do conflito entre o marquês Alberto Aquiles durante a primeira guerra dos marqueses (1449-1450).  Após a eleição de Alberto VI da Áustria, ele foi enviado, com João de Lisura, para o concílio de Basileia para exigir a suspensão do processo contra o papa, e depois foi até Ferrara junto a Eugênio IV para propor que as negociações com os gregos fossem realizadas numa cidade alemã.
Em 1446, foi novamente colocado como responsável por uma representação junto a Eugênio IV. O papa havia deposto os arcebispos de Colônia e Tréveris, ambos príncipes eleitores, que eram favoráveis ao antipapa Félix V.  Os outros eleitores agora exigiam que Eugênio aprovasse (1) determinados decretos de Basileia; (2) a convocação de um concílio geral em uma cidade da Alemanha no prazo de três meses; (3) a aceitação do artigo sobre a superioridade do concílio acima do papa; e (4) o restabelecimento dos dois arcebispos depostos.  Porém, a missão de Gregório não foi bem sucedida.
Seguindo o conselho de Frederico III, o papa enviou os cardeais Tomás Parentucelli e Juan Carvajal, juntos com Nicolau de Cusa, como delegados para a Dieta de Frankfurt em 14 de Setembro de 1446.  Junto com eles, Eneias Sílvio, agora como secretário particular do imperador Frederico III.  Alguns eleitores foram convencidos da causa do papa; um novo grupo de embaixadores foi organizado; e em fevereiro de 1447, pouco depois da morte de Eugênio, eram promulgadas as quatro bulas que compunham a Concordata dos Príncipes.  Em fevereiro de 1448 um acordo integral havia sido aprovado durante a Concordata de Viena, sendo concluído entre Frederico III e Nicolau V.
Gregório, que então considerava a declaração de neutralidade uma atitude ignóbil, ficou desapontado com o rumo dos acontecimentos e decidiu abandonar a política eclesiástica.  Durante as negociações entre o papa e os eleitores, Heimburg publicou a obra "Admonitio de injustis usurpationibus paparum" (Advertências contra a injusta usurpação do papa), ou como Matthias Flacius a intitulou: Confutatio primatus papæ (Refutação sobre a primazia do papa).
Em 1458, Gregório entrou a serviço de Alberto da Áustria e sua oposição à autoridade papal foi novamente despertada. Eneias Sílvio ascendera ao trono papal como Pio II nesse mesmo ano, e logo depois (1459) ele convocara os príncipes cristãos à Mântua para o planejamento de uma cruzada contra os turcos.  Gregório estava presente como representante do Ducado da Bavária, o Eleitorado de Mogúncia, e do arquiduque Alberto da Áustria.  O fracasso do projeto foi em parte causado por influência dele.
Sigismundo da Áustria (1427-1496), ao retornar do Congresso de Mântua, mandou prender Nicolau de Cusa, Bispo de Brixen, com o qual ele estava discutindo a respeito de alguns feudos.  Então ele decidiu mais uma vez representar as posições dos príncipes contra o papa e o imperador, e em 1 de Junho de 1460, foi excomungado e ordenou que o Concílio de Nuremberga confiscasse os seus bens (18 de Outubro de 1460).  Gregório deu uma resposta ao papa em janeiro de 1461 e fez um apelo para um novo concílio.  O papa Pio II confirmou a excomunhão e encarregou o bispo Lélio de Feltre  (1427-1466) para atender o apelo de Gregório.  A Replica Theodori Lælii episcopi Feltrensis pro Pio Papa II et sede Romanâ fez com que Gregório respondesse com a Apologia contra detractationes et blasphemias Theodori Lælii (Apologia contra as detrações e blasfêmias contra Teodoro Lélio) junto com a sua Depotestate ecclesiæ Romanæ (Deposição da Igreja Romana), na qual ele defendia as teorias de Basileia.
A sua importante obra Invectiva in Nicolaum de Cusa apareceu em 1461.  Pouco antes da morte do papa Pio II em 1464, Sigismundo fez as pazes com a Igreja, mas Gregório não foi absolvido.  Em 1466, ele se colocou a serviço do rei da Boêmia, Jiří z Poděbrad, e exerceu grande influência sobre a política antirromana do rei da Boêmia.  Em duas apologias escritas para o rei da Boêmia, Gregório atacou violentamente o papa Paulo II, a quem ele acusou de imoralidade.  Foi novamente excomungado e sua propriedade em Dettlebach confiscada.
Depois da morte de Jorge de Poděbrady em 22 de Março de 1471 Gregório se refugiou na Saxônia, junto a Alberto, O Corajoso em Dresda.  O clero da cidade recusou os serviços de Gregório para fazer com que Alberto voltasse para o seu castelo.  O duque o levou para Tharandt com segurança e pediu a seu irmão Ernesto da Saxônia (1441-1486) que também o protegesse.  Ao escrever para o Concílio de Würzburg por volta de 22 de Janeiro de 1471, ele afirmava que jamais havia sido acusado de qualquer equívoco com relação à fé cristã.  Por meio de uma carta ele apelou a Sisto IV, que deu ao Bispo de Meissen amplos poderes para absolvê-lo.  Foi sepultado na Igreja da Cruz (Kreuzkirche) em Dresda.

## Obras
- A Pii Papae II. Excommunicatione iniusta Sigismundi, archiducis Austriae ... - Gregor von Heimburg.
- Apologia contra detractiones et blasphemias Theodori Laeli Feltrensis episcopi
- Apologia pro Georgio Podiebrad rege Bohemie
- Apologie für König Georg Podiebrad
- Appellatio a bulla excommunicationis Pii II papae ad concilium generale et liberum
- Appellation des Königs Georg von Podiebrad
- Appellation Herzog Sigismunds gegen seine erneute Vorladung nach Rom
- Appellation Herzog Sigismunds gegen seine Vorladung nach Rom
- Appellatio super excommunicatione Pii II papae in ducem Austriae Sigismundum et seipsum evulgata
- Cancer Cusa
- De militia et de re publica
- Epistolae
- Excusacio contra communem wulgi opinionem contra Albertum ducem Austrie in captivitate Udalrici Eyczingeri
- Oratio pro petendis insigniis doctoratus canonici
- Propositio facta nomine dominorum electorum imperii
- Propositio Gregorii coram Eugenio papa quarto